# Lignières-Sonneville
Lignières-Sonneville ist eine ehemalige südwestfranzösische Gemeinde mit 545 Einwohnern (Stand 1. Januar 2022) im Département Charente in der Region Nouvelle-Aquitaine; sie gehörte zum Arrondissement Cognac und zum Kanton Charente-Champagne.
Der Erlass vom 28. September 2021 legte mit Wirkung zum 1. Januar 2022 die Eingliederung von Lignières-Sonneville als Commune déléguée zusammen mit der früheren Gemeinde Ambleville zur neuen Commune nouvelle Lignières-Ambleville fest.

## Lage
Lignières-Sonneville liegt etwa 20 Kilometer südöstlich der Stadt Cognac auf einer Höhe von etwa 60 Metern ü. d. M.
Umgeben wird Lignières-Sonneville von den Nachbargemeinden und der Commune déléguée:
| Juillac-le-Coq                | Segonzac                                    | Saint-Preuil |
| Ambleville (Commune déléguée) | Kompassrose, die auf Nachbargemeinden zeigt | Bonneuil     |
| Criteuil-la-Magdeleine        |                                             | Bellevigne   |

## Bevölkerungsentwicklung
| Jahr      | 1962 | 1968 | 1975 | 1982 | 1990 | 1999 | 2006 | 2013 | 2022 |
| --------- | ---- | ---- | ---- | ---- | ---- | ---- | ---- | ---- | ---- |
| Einwohner | 705  | 701  | 615  | 597  | 603  | 613  | 609  | 613  | 545  |

Bei der ersten Volkszählung in Frankreich im Jahre 1793 hatte der Ort 517 Einwohner; Mitte des 19. Jahrhunderts stieg die Bevölkerung zeitweise auf über 1000 an, um nach dem Ende der Reblauskrise (ca. 1865–1885), die in nahezu allen Weinbauregionen Frankreichs einen deutlichen Rückgang der Bevölkerung zur Folge hatte, auf etwa 700 bis 800 zurückzugehen.

## Geschichte
Protohistorische runde Gräben (Wallanlage?) wurden im Ortsteil Combes entdeckt; ein rechteckiges Geviert wurde im Weiler Chez-Piet freigelegt. Von römischen oder gallorömischen Funden ist nichts bekannt.
Im Mittelalter gehörte das Gebiet der heutigen Gemeinde zur Châtellenie de Bouteville, welche wiederum im Besitz der Grafen von Angoulême stand. Die örtliche Herrschaft, im Jahre 1116 erstmals erwähnt, lag in den Händen der adeligen Herren von Archiac und danach von 1475 bis 1709 in denen der Familie Poussard.
Die beiden größeren Ortsteile Lignières und Sonneville wurden – zusammen mit einigen Weilern und Einzelgehöften – im Jahre 1845 zu einer Gemeinde zusammengelegt.

## Sehenswürdigkeiten
- Die romanische Pfarrkirche Notre-Dame (ehemals auch Saint-Pierre) in Lignières entstammt wahrscheinlich dem Ende des 12. und dem beginnenden 13. Jahrhundert. Im 15. Jahrhundert wurde die Kirche überarbeitet und neu eingewölbt; aus dieser Zeit stammen wohl auch die seitlichen Strebepfeiler. Die Westfassade zeigt ein gotisches Stufenportal mit profilierten Rippen; die beiden – trotz ihrer stärker angespitzten Bögen stärker der charenteser Tradition verhafteten – seitlichen Blendportale zeigen Rautenwerk (links) und vegetabilische Motive (rechts). Oberhalb eines Gesimses findet sich innerhalb einer Dreierarkade eine Figurengruppe mit Maria und dem Jesusknaben auf ihrem Schoß (sedes sapientiae), begleitet von Anbetenden (wahrscheinlich Hirten und Könige). In den seitlichen Blendbögen sind Ansätze von gotischem Blendmaßwerk erkennbar. Oberhalb eines mittleren – reich profilierten – Rundfensters (Ochsenauge) endet die zweite Ebene in einem Konsolenfries mit aufliegendem Gesims. Darüber befindet sich ein undekoriertes Giebelfeld mit Kreuzen in den Ecken des Dreiecks. Das Portal hat – wie im Südwesten Frankreichs üblich – kein Tympanonfeld; das Kircheninnere ist einschiffig und tonnengewölbt. Der Chor hat einen geraden apsislosen Schluss und Rippengewölbe; im Äußeren ist er – wie an mehreren Kirchen der Umgebung zu sehen – von einem Dreiecksgiebel überhöht und bildet somit eine zweite Fassade. Der Kirchenbau ist seit dem Jahr 1973 in die Liste der Monuments historiques eingetragen.[2][3] Diverse Kultgegenstände sowie Teile der Innenausstattung stammen zumeist aus dem 19. Jahrhundert und sind ebenfalls denkmalgeschützt.[4]

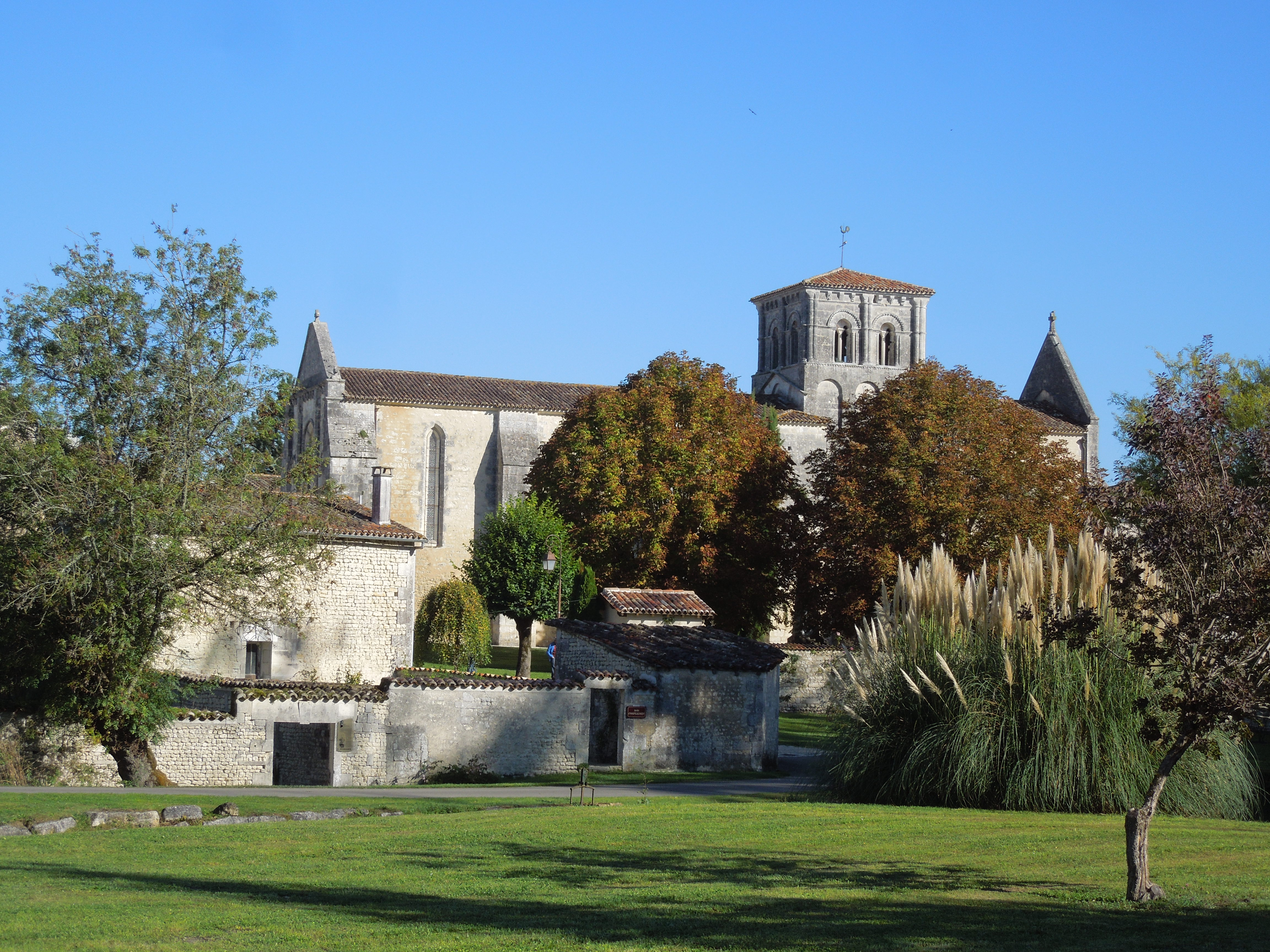
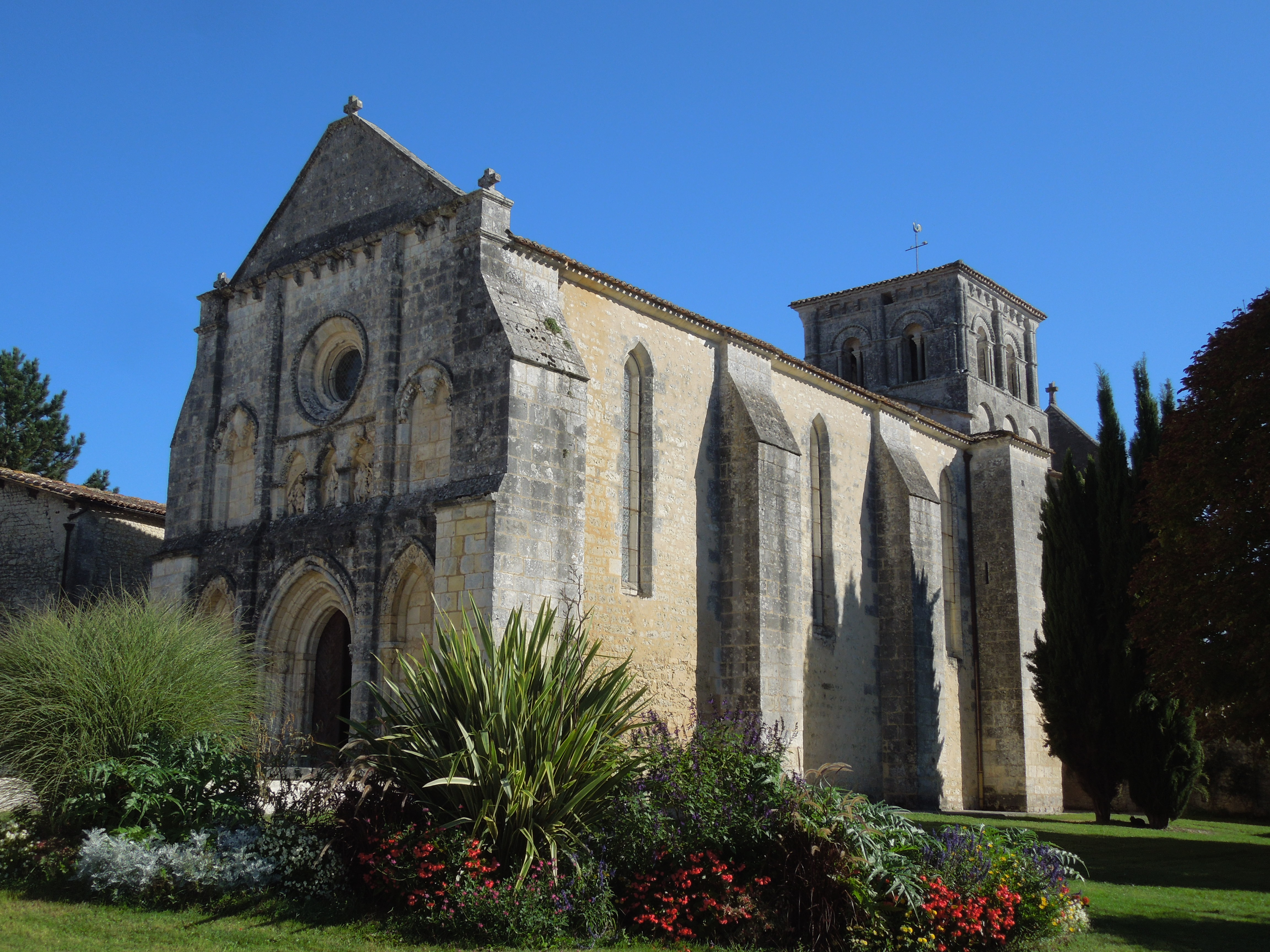
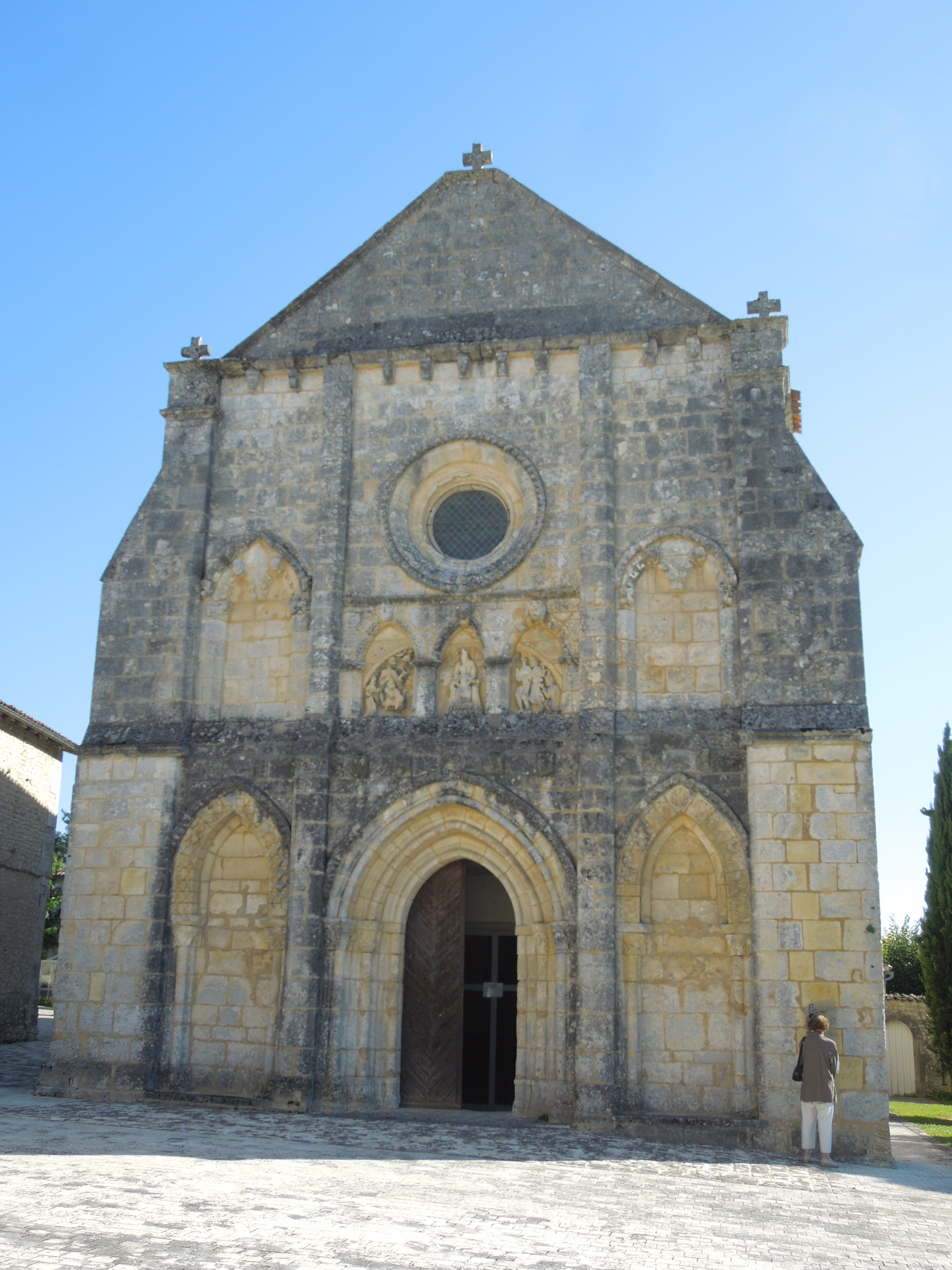
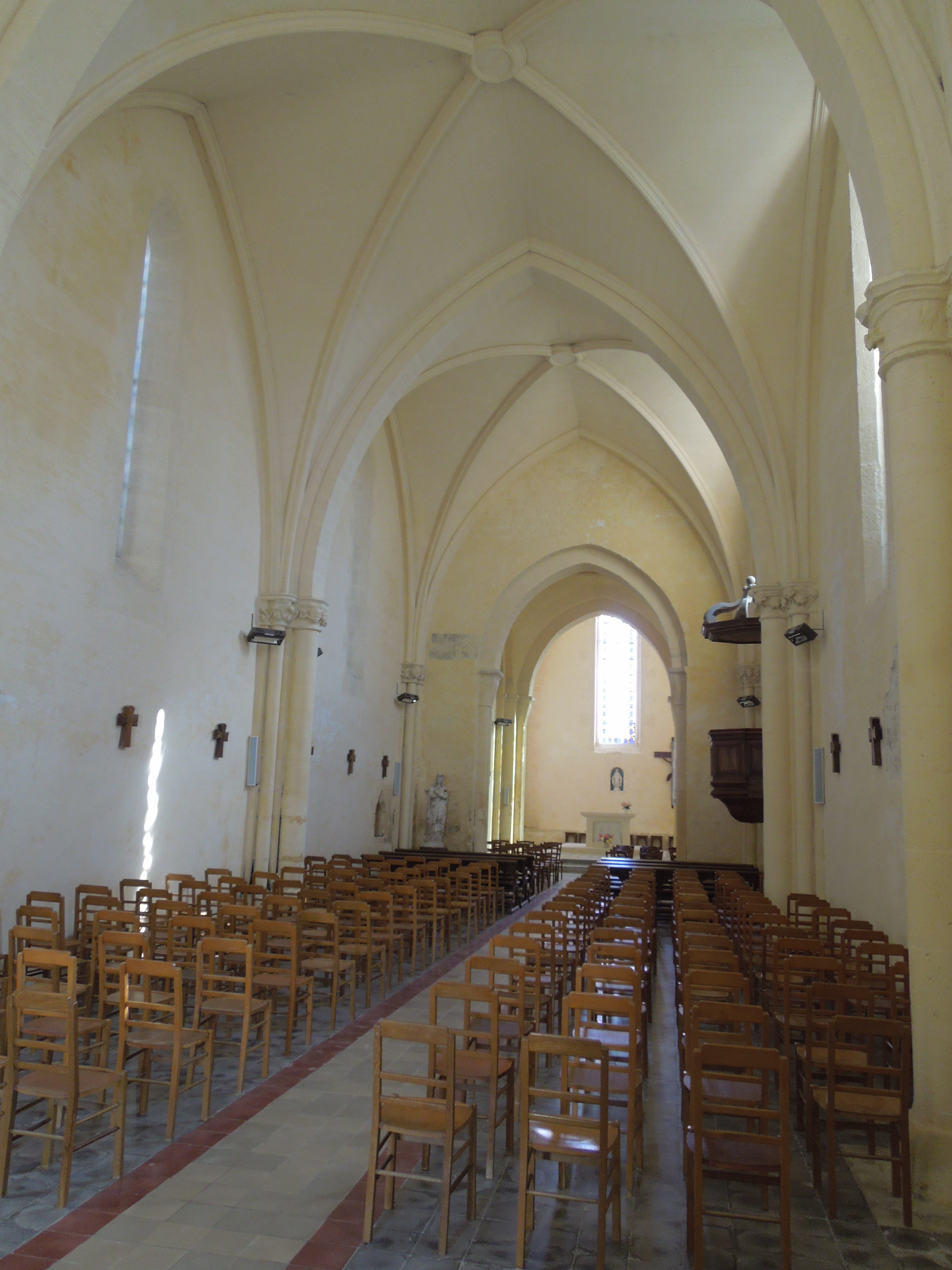

- Im Weiler Combes steht die einschiffige romanische Kirche Saint-Palais mit einem tympanonlosen Portal mit seitlich eingestellten Säulen, die – anstelle eines Kapitells – am oberen Ende wie gedrechselt wirken. Zwischen den beiden undekorierten Archivolten befindet sich ein weiterer Bogen, der mit einem Zackenstabprofil verziert ist; das Portal wird von einem reichdekorierten Bogen (Diamantstab und Zackenstab) überfangen. Die mit einem Glockengiebel versehene Kapelle ist ebenfalls seit 1973 als Monument historique[5] anerkannt. Mehrere sarkophagähnliche Grabsteine mit lateinischen Inschriften befinden sich im Umfeld der Kirche.
- Die Kirche von Sonneville (Église de la Sainte-Trinité) stammt ebenfalls aus dem 12. Jahrhundert; sie wurde jedoch im 19. Jahrhundert grundlegend restauriert und mit einer neuen Westfassade 'geschmückt'. Das einschiffige, nahezu fensterlose Kircheninnere ist tonnengewölbt, die Chorpartie ist in einer merkwürdigen Weise hochgezogen – der ganze Kirchenbau wirkt – abgesehen von seiner Westseite – wie eine Wehrkirche. Wie in Combes, so finden sich auch auf dem ehemaligen Friedhof vor der Kirche von Sonneville mehrere langgestreckte mittelalterliche(?) Grabsteine. Der Kirchenbau wurde im Jahr 1973 in die Liste der Monuments historiques aufgenommen.[6][7]
- Das heutige Schloss von Lignières (Château de Lignières) wurde an der Stelle eines Vorgängerbaus errichtet und stammt aus dem beginnenden 17. Jahrhundert. Die beiden seitlichen Pavillons zeigen eine Vielzahl von Kragsteinen in Form mittelalterlicher Maschikulis, die hier jedoch nur noch dekorativ bzw. repräsentativ gemeint sind. Im hochgezogenen Dach des Mitteltraktes (Corps de Logis) ist ausreichend Platz für mehrere Mansardenräume, die als Personalstuben oder als Lagerräume fungierten. Im 18. Jahrhundert wurden die Innenräume neu gestaltet. Das Gebäude kann besichtigt werden und ist seit dem Jahr 1977 als Monument historique eingestuft.[8][9]
- Das Château Monchoisi ist ein Schloss aus der zweiten Hälfte des 19. Jahrhunderts inmitten eines großen Parks am Westende von Lignières. Es ist in Privatbesitz, weitgehend im opulenten Stil der damaligen Zeit eingerichtet, und kann für Ferienaufenthalte gemietet werden.
- Der Herrensitz Maison Chez Ballet stammt vom Ende des 17. Jahrhunderts. Der zweigeschossige, arg verfallende Bau befindet sich in Privatbesitz, ist jedoch ebenfalls seit 1973 als Monument historique anerkannt.[10]
- Mehrere Brunnen und Waschhäuser sowie einige Bauernhäuser und Grabsteine in der Umgebung sind ebenfalls von historischem Wert.[11]

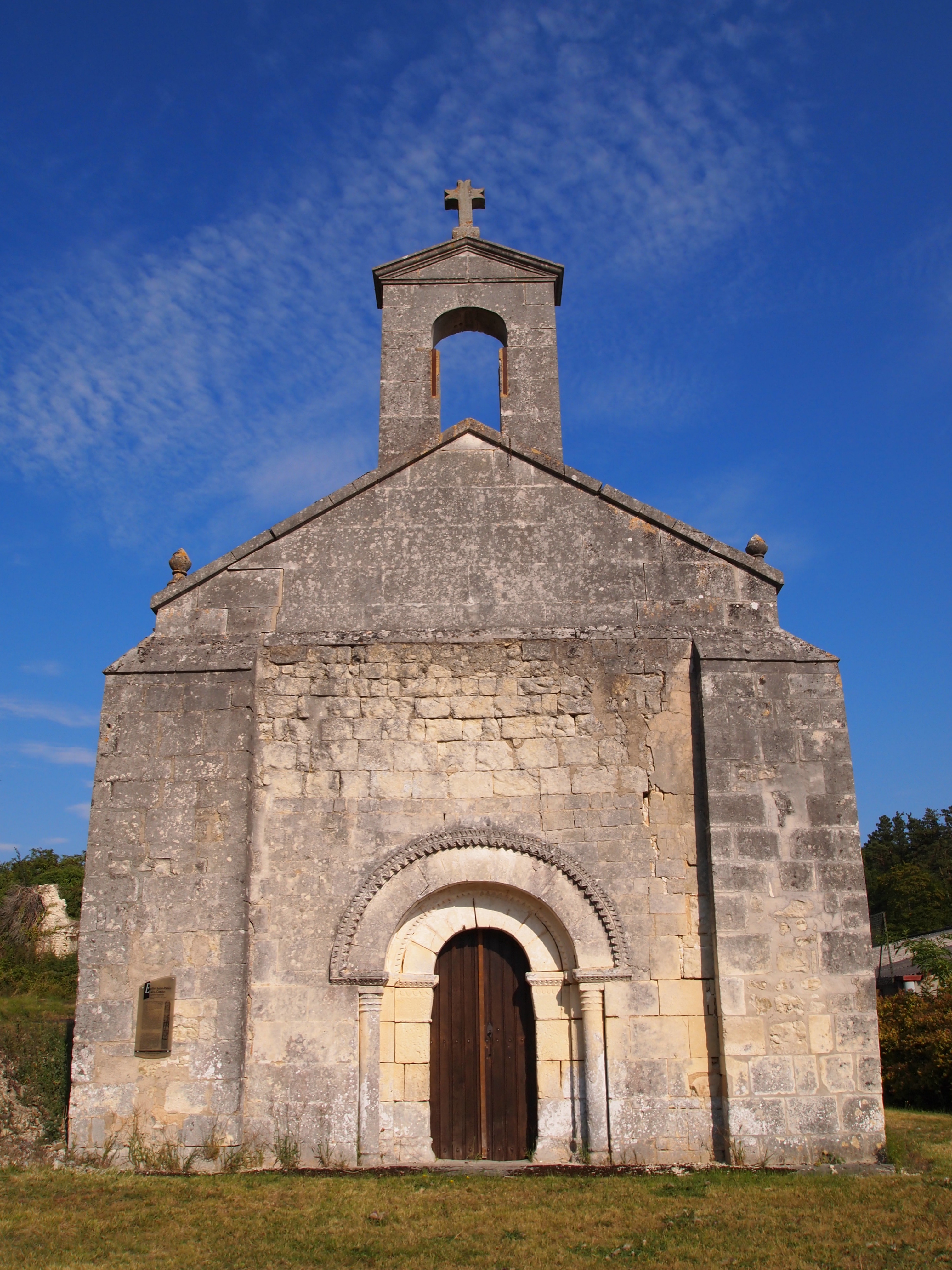
Combes, Kirche Saint-Palais
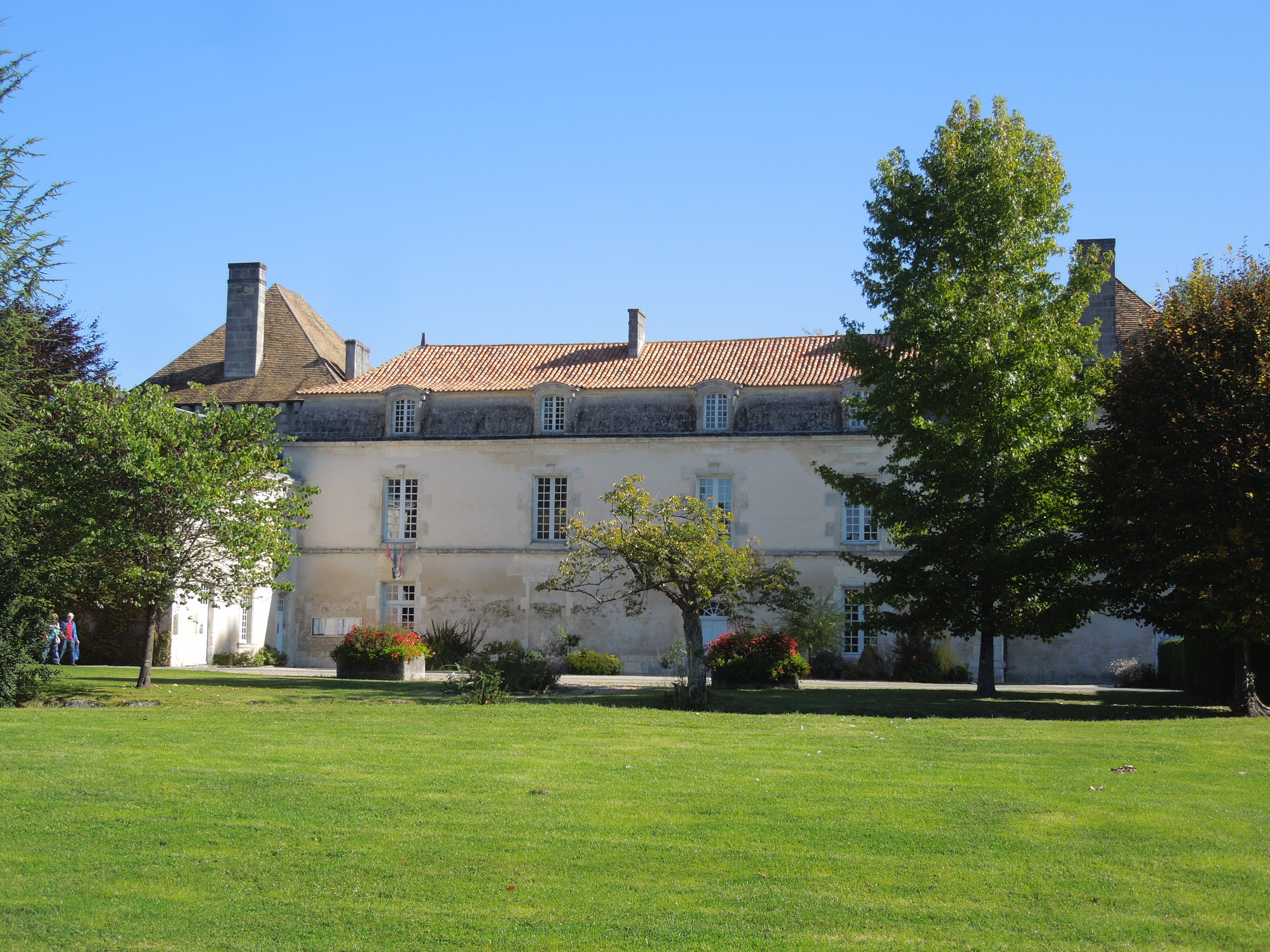
Château de Lignières
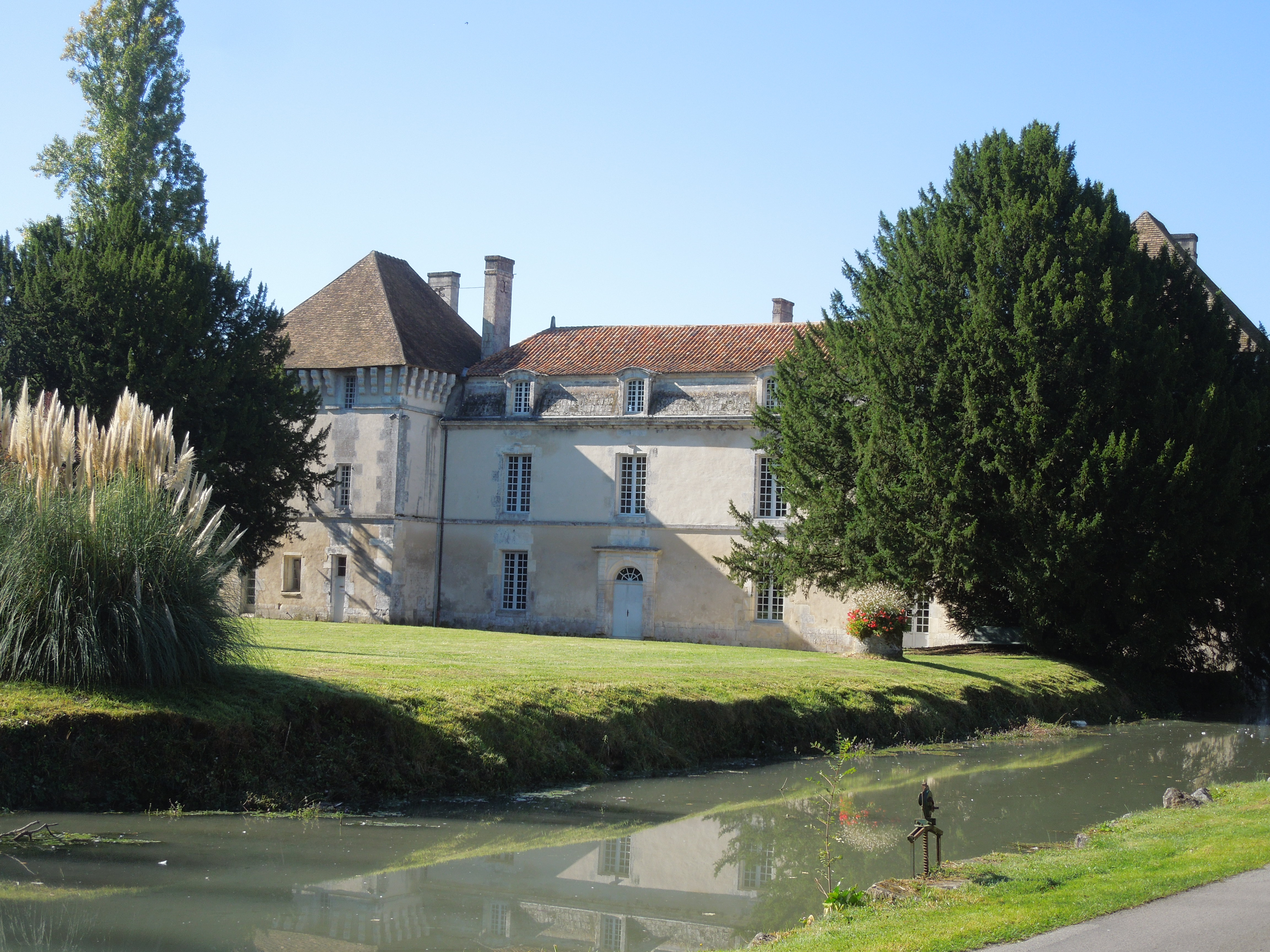
Château de Lignières
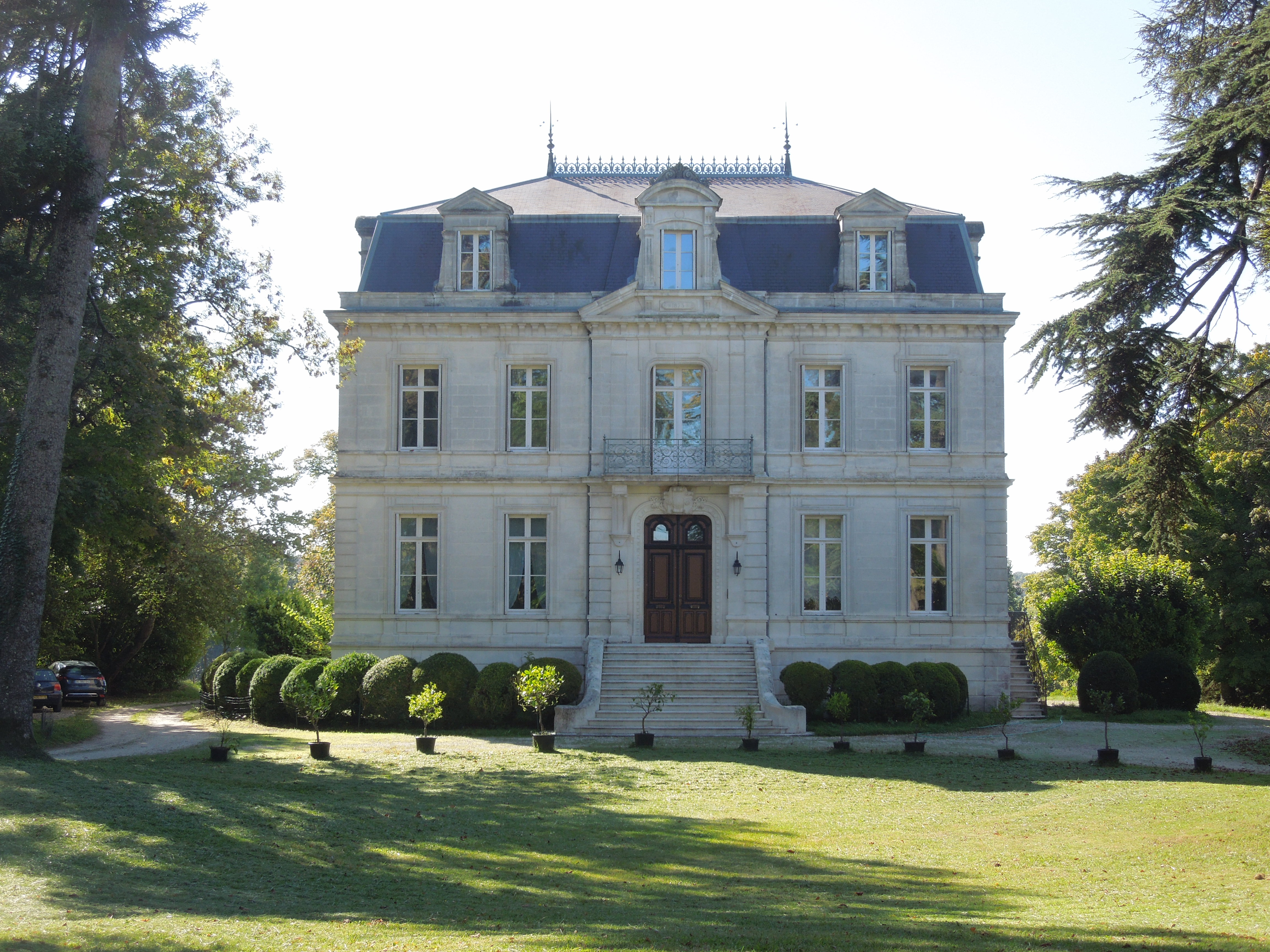
Château Monchoisi
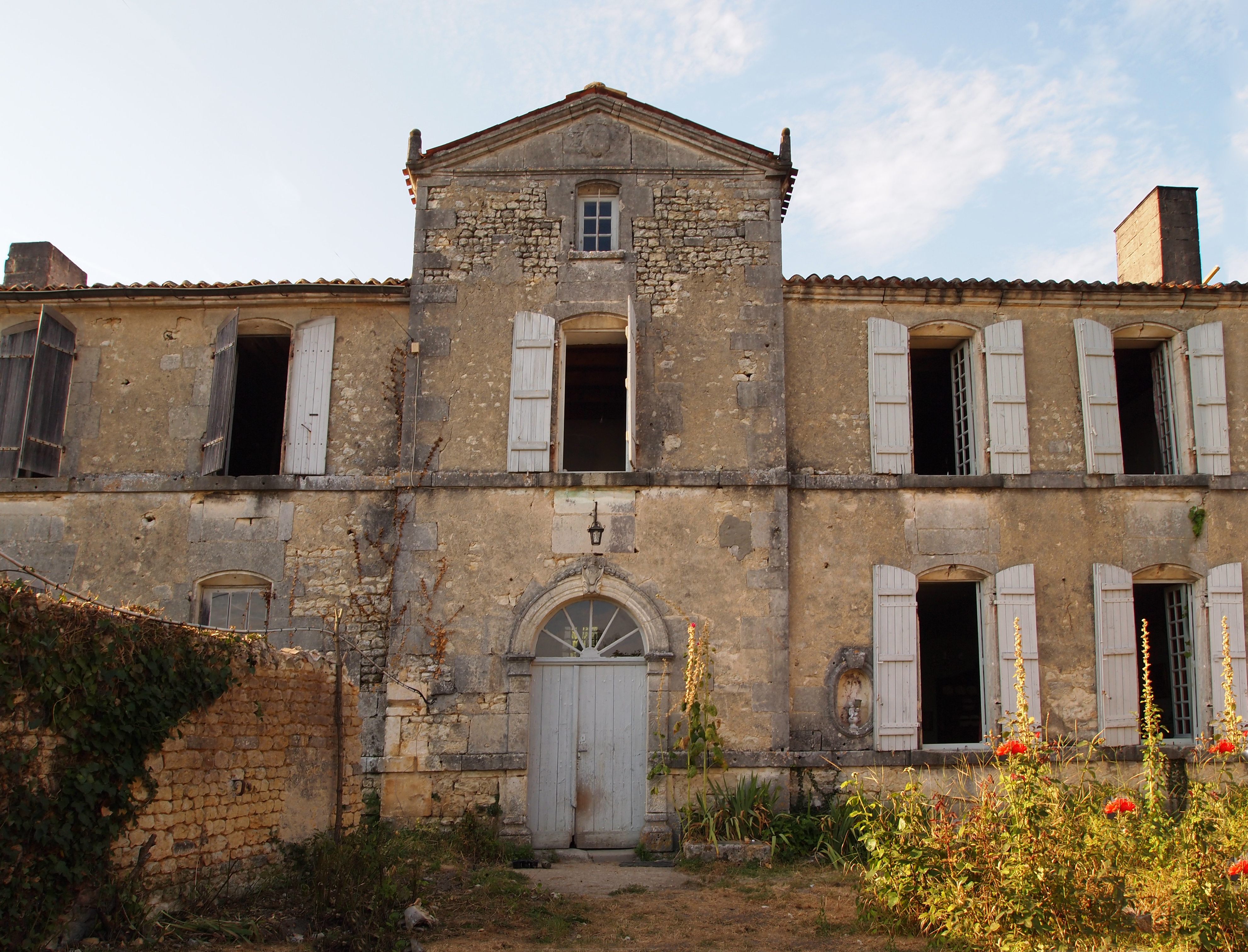
Maison Chez Ballet
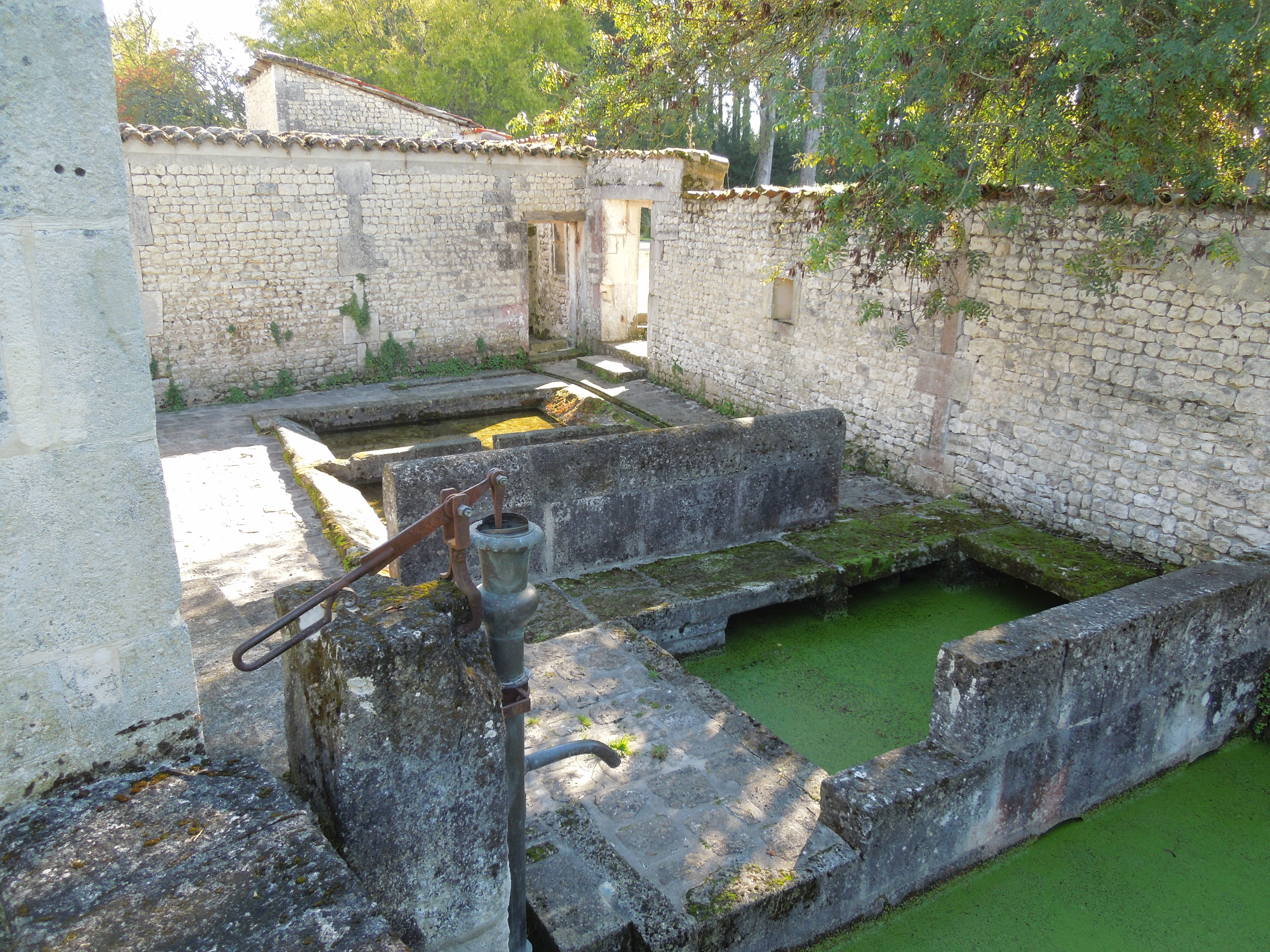
Waschstelle in Lignières